# Стратегија швраке
Стратегија швраке је југословенски филм из 1987. године.

## Радња
Радња филма одвија се у једном од преломних тренутака југославенске историје, у време смрти председника Јосипа Броза Тита. Кроз трагикомичну причу пратимо доживљаје пензионираног заставника прве класе, Будимира Буде Шаренца.
Заставник прве класе у пензији увек је живео у уверењу како свака ствар мора бити на свом месту.
Тако је веровао у победу и када му је сврака узела златни сат са посветом, признање за његову четрдесетогодишњу борбу за боље сутра.
Кренуо га је тражити са уверењем да ће га пронаћи.
Веровао је да је ово земља добрих људи који ће му помоћи да пошаље болесну ћерку на лечење у Швајцарску.
И био је у праву и цели град му је помогао да му ћерка отпутује а она је у ствари била здрава.
Када је то схватио престао је веровати...